# Réserve indienne des Têtes-Plates
La Réserve indienne de Flathead est une réserve indienne située à l'ouest de l'État du Montana près de la rivière Flathead River aux États-Unis. 

## Histoire

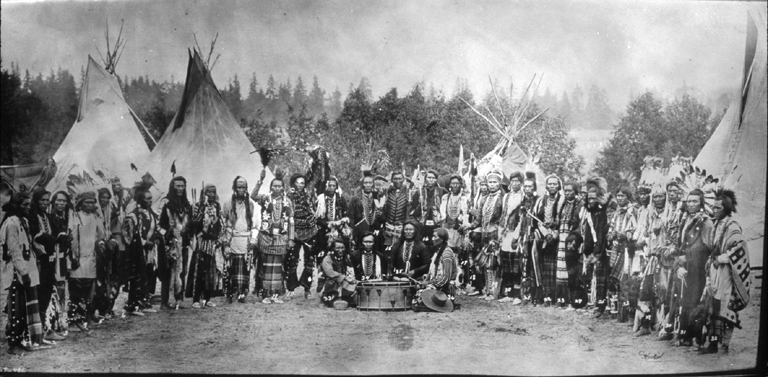
Tribu des Têtes-Plates en 1903 dans la réserve

Créée en 1855 à la suite du Traité de Hellgate, Elle accueille la tribu des Têtes-Plates. Elle se situe sur 4 comtés (Lake, Sanders, Missoula et Flathead). La superficie de la réserve est d’environ 5 019 km2. La zone est composée de montagnes, de forêts et est juste située à l'ouest de la ligne continentale de partage des eaux non loin du parc national de Glacier.
Sa population s'élève à 29 031 habitants selon l'American Community Survey.
La plus grande localité est Polson qui est par ailleurs le siège du comté de Lake.  Le siège de la tribu se trouve quant à lui à Pablo.

## Démographie
| Groupe            | Têtes-Plates | Montana | États-Unis |
| ----------------- | ------------ | ------- | ---------- |
| Blancs            | 65,8         | 93,3    | 72,4       |
| Amérindiens       | 24,8         | 2,3     | 0,9        |
| Métis             | 8,1          | 2,5     | 2,9        |
| Autres            | 1,3          | 1,9     | 23,8       |
| Total             | 100          | 100     | 100        |
|                   |              |         |            |
| Latino-Américains | 3,6          | 2,9     | 16,7       |

## Lieux intéressants
- Flathead Indian Museum à St. Ignatius;
- Parc d'État de Flathead;
- Réserve sauvage Mission Mountains Tribal Wilderness;
- Forêt nationale de Flathead.

## Localités
- Arlee
- Big Arm
- Charlo
- Dayton
- Dixon
- Elmo
- Evaro
- Finley Point
- Hot Springs
- Jette
- Kerr
- Kicking Horse
- Kings Point
- Lonepine
- Niarada
- Old Agency
- Pablo
- Polson
- Ravalli
- Rocky Point
- Ronan
- St. Ignatius
- Turtle Lake